# クローヴィス図書館銃撃事件
クローヴィス図書館銃撃事件（クローヴィスとしょかんじゅうげきじけん）は、2017年8月28日にニューメキシコ州クローヴィスにある公立のクローヴィス-カーヴァー図書館で、16歳のナサニエル・ジョーエットが銃乱射事件を起こし、2人死亡、4人が負傷した事件。

## 銃撃事件
事件当日、容疑者は自宅で銃撃の計画を話す3つの動画を記録している。動画では、これから起こす事件について謝罪し、いじめや精神疾患、自殺願望が動機であると語っている。
2017年8月28日、山岳部標準時の午後4時15分に容疑者が図書館に入館し、トイレに向かった。そこでジョーエットは、自分のSNSに1枚の画像を投稿している。画像にはカメラバッグに入った銃と銃弾の写真と午後4時10分の時刻が映され、"It begins"のキャプションが付けられた。トイレから出てすぐ、バッグから拳銃を取り出し、乱射を始めた。事件当時に何人が図書館にいたか不明だが、ジョーエットは1人でも親子連れでも関係なく、逃げる人に向けて乱射したと思われる。6秒間で14発の銃弾を発射し、2名に致命傷を与え、10歳の子供を含む3人が負傷した。それから図書館の中を歩き回り、大声で逃げ出せと叫ぶジョーエットの姿が防犯カメラ映像で残っている。別の拳銃に持ち替えると、さらに1人を負傷させ、バリケード越しに隠れる人に向けて4発撃ち、2丁で合わせて20発の弾丸を撃った。
目撃者によれば、ジョーエットは、床に向けて発砲して「逃げろ！」と叫んでから被害者のいた部屋に入っている。別の目撃者は、彼は幸せそうで、ずっと声をあげて笑い、笑みを浮かべており、被害者のすぐそばに来ると意地悪な顔に変わったという。
警察は複数の通報を受けている。最初の通報から15分後、容疑者の父親から、容疑者が金庫の中の銃を持って出て行ったと通報が入っている。
警察が到着すると、すぐに降伏し、逮捕に全く抵抗していない。警察には、事件の少し前から計画し、学校を襲った後で自殺するつもりだったと話している。

### 被害者
図書館で働く61歳と48歳の女性が死亡し、10歳の子供1人を含む4人が負傷している。

## 刑事訴訟
地元のラジオ放送によると、通常、AP通信は未成年者の被告の名前は報道しないが、事件の重大性と警察が成人として裁判にかけようとしていることから、ナサニエル・ジョーエットの名前を公表すると決めた。
地方検事はジョーエットを成人として起訴することを公表した。2017年9月8日、被告は2件の第一級殺人罪、7件の児童虐待、4件の加重暴行、20件の計画的に暴力を伴う重罪を犯した罪で起訴された。
2018年4月、判事は刑務所から少年院への移送への申し立てを却下するとともに、彼の精神状態を診断し評価を下して、適切な精神的措置を取れるよう命じた。2018年10月17日、ジョーエットは襲撃の罪で有罪を認めた。2019年2月15日、ジョーエットには仮釈放が認められる同時執行の2つの終身刑と40年の禁錮刑の判決が出て服役している。判決を受けた当初は、彼の仮釈放が認められるまで34年が必要だったが、2023年に少年犯に対する終身刑が見直され、現在では25年を過ぎれば仮釈放の資格を得ることになっている。
2名の負傷者の家族は、ジョーエットの両親と彼の心理学者を相手に訴訟を起こしている。